# Vespa 150 TAP
Vespa 150 TAP (TAP står för Troup Aéro Portées) är en skoter av märket Vespa modifierad för användning av luftburna trupper. Den infördes 1956, uppdaterades 1959, och tillverkades i minst 500 exemplar av Ateliers de Construction de Motocycles et Automobiles (ACMA), som var den licensierade tillverkaren av vespor i Frankrike vid den tiden. Skillnader mot den civila Vespan är en förstärkt ram och ett 75 mm granatgevär monterat på skotern.
Vespa 150 TAP:s M20 75 mm granatgevär, ett USA-tillverkat pansarvärnsvapen, var mycket lätt i jämförelse med en vanlig 75 mm kanon, men kunde ändå penetrera 100 mm pansarplåt med en HEAT-stridsspets på 6 000 meters avstånd. Rekylen vid avfyring motverkade man genom att ventilera ut drivgaser i den bakre delen av vapnet, vilket eliminerade behovet av ett mekanisk rekylsystem eller tunga fästen, och möjliggjorde att vapnet kunde avfyras monterat på en Vespa.
Skotrarna var avsedda att fällas parvis med fallskärm, tillsammans med ett tvåmannateam. Eldröret satt på ena skotern, medan ammunitionen lastades på den andra. På grund av brist på någon form av riktmedel var granatgevären aldrig avsedda att avfyras från skotern. Det skulle monteras på ett stativ, som också bars av skotern, innan det avfyrades. I en nödsituation kunde det dock avfyras medan det satt kvar i ramen, och medan skotern rörde sig.